# Château de Périllos
Le château de Périllos est un château médiéval de style roman du XIe siècle situé dans l'ancien village de Périllos, sur la commune française de Opoul-Périllos, dans les Pyrénées-Orientales, en région Occitanie.
Ses ruines sont situées dans le point le plus élevé du village de Périllos, à côté de l'église Saint-Michel de Périllos.

## Histoire
Ce château était le centre d'une baronnie, élevée à vicomté à la fin du XIIIe siècle, le premier seigneur de celle-ci fut Ramon Seguer de Perelons. Ses descendants développèrent des rôles importants dans la Catalogne dès la fin du XIVe siècle et débuts du XVe, ainsi que dans le Royaume de France. Les frères Ramon et Miquel de Périllos, fils de Francesc de Périllos, nommé vicomte de Rueda et Épila par le roi Pierre IV d'Aragon, se distinguent. Ramon de Périllos fut le premier vicomte de Périllos.
Même s'il n'appartenait pas au même monsieur que les deux autres, ce château faisait partie de la ligne frontalière avec le Royaume de France, conjointement avec les châteaux de Opoul et de Salses.

## Caractéristiques du château
Le Château de Périllos était situé dans le point le plus haut de la colline où se dresse le village, au côté nord-ouest de l'église de Saint-Michel. Il s’agissait d’une tour carrée de 5,6 m entourée d’une petite enceinte fortifiée. Les murs nord et est sont les mieux préservés, atteignant une hauteur de 8 mètres à l’angle nord-est. Des autres murs, il ne reste que leurs fondations. L'épaisseur des murs à la base est de 1,45 m. À l’est il y a une monture haute de porte, qui correspond au premier étage de la construction. Entre la partie inférieure de la tour et le mur nord est le début d’une arcade qui correspond à la nef de la salle existante à cet endroit.
L’enceinte fortifiée a laissé une distance, par rapport à la tour, entre 4 et 5 mètres. Le morceau de mur le mieux conservé est celui du midi. Il mesure 1,2 mètre d’épaisseur et atteint 2 mètres de hauteur. Il est installé directement sur un affleurement rocheux. L’ensemble des murs préservés remonte aux XIIe-XIIIe siècles.

## Références

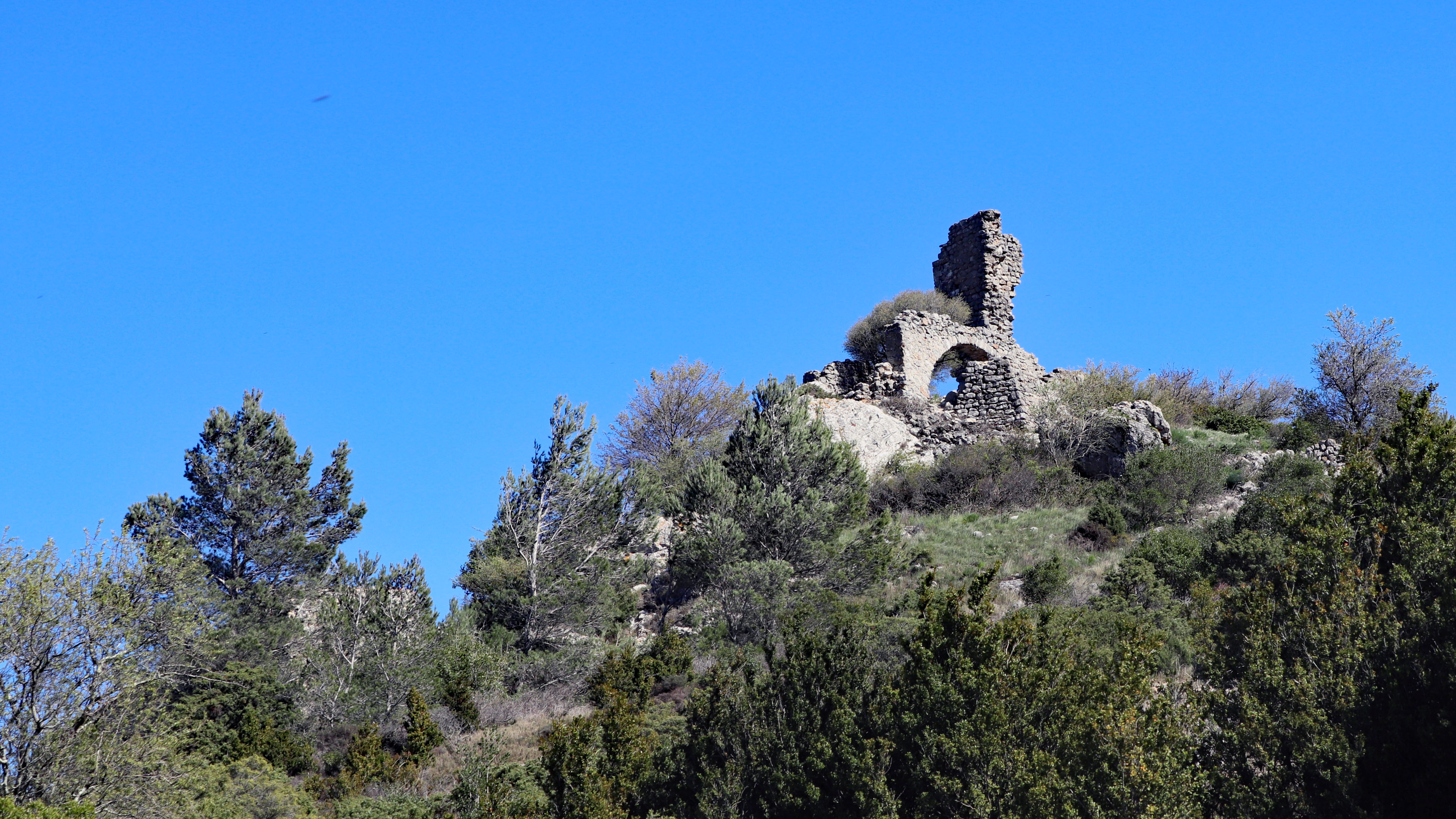
Ruines du château de Périllos.

## Sources
- Julià Bernat Alart, Notes et documents historiques sur le département des Pyrénées-Orientales, vol. II, Perpinyà, 1868, « Château de Périllos »
- Joan Becat, Atles toponímic de Catalunya Nord. II. Montoriol-el Voló, Perpinyà, Terra Nostra, coll. « Biblioteca de Catalunya Nord, XVIII », 2015 (ISSN 1243-2032), « 105 - Òpol i Perellós »
- Joan Becat, Pere et Raimon, El Rosselló i la Fenolleda, Barcelona, Fundació Enciclopèdia Catalana, coll. « Gran Geografia Comarcal de Catalunya, 14 », 1985 (ISBN 84-85194-59-4), « Òpol i Perellós »
- Pere Ponsich et Joan, El Rosselló, Barcelona, Enciclopèdia Catalana, coll. « Catalunya romànica, XIV », 1993 (ISBN 84-7739-601-9), « Òpol i Perellós: Castell de Perellós »